# Leptopoecile
Leptopoecile är ett fågelsläkte i familjen stjärtmesar inom ordningen tättingar. Släktet omfattar endast två arter som förekommer från Centralasien till södra Kina:
- Tofsviolsångare (L. elegans)
- Violsångare (L. sophiae)